# Thália Koutroumanídou
Thália Koutroumanídou, (en grec moderne : Θάλεια Κουτρουμανίδου), née le 7 octobre 1982, est une joueuse de beach-volley grecque. Elle participe aux Jeux olympiques d'été de 2004 et à ceux de 2008 et est l'équipière de María Tsiartiáni.